# بریتنبوش (اورگن)
بریتنبوش (به انگلیسی: Breitenbush) یک منطقهٔ مسکونی در ایالات متحده آمریکا است که در شهرستان ماریون، اورگن واقع شده‌است.